# Jacksonville (Alabama)
Jacksonville è un comune degli Stati Uniti d'America situato nella contea di Calhoun dello Stato dell'Alabama.